# Øvre
Øvre er den nordlige spids af øen Endelave i Kattegat, ud for Horsens Fjord. Her ligger et stort ubebygget område hvor 168 hektar blev fredet i 1968. Det er et varieret naturområde med åbne strandenge, lynghede, fyrrekrat, med flere små skovsøer, som ligger skjult i bevoksningen. Øvre er dannet ved at en række krumodder, der gennem tiden er vokset sammen og har dannet en række af strandvolde. Området har et varieret plante- og dyreliv, med bl.a. vilde kaniner, som øen er kendt for, og den insektædende plante soldug.
Øvre er en del af Natura 2000-område nr. 56 Horsens Fjord, havet øst for og Endelave og fuglebeskyttelsesområde F36 .
Fredningen, der blev etableret for at forhindre at området blev udstykket til sommerhuse, gav anledning til en del protester fra lodsejerne, især vedrørende offentlighedens ret til færdsel og ophold, og mod indskrænkning i den hidtidige udnyttelse af sand- og ralgravning fra arealerne samt fældning i skovarealerne; Der blev derfor indgået det kompromis, at lodsejerne fortsat må grave ral og hugge brænde, men kun til privat brug, men offentligheden har lov til ophold og badning i det fredede areal.